# Măceșu de Jos
Măceșu de Jos – wieś w Rumunii, w okręgu Dolj, w gminie Măceșu de Jos. W 2011 roku liczyła 1001 mieszkańców.